# Motore a due tempi
Il motore a due tempi è un tipo di motore a combustione interna, inventato dall'ingegnere Dugald Clerk nel 1879 e sperimentato per la prima volta nel 1880 da Karl Benz.

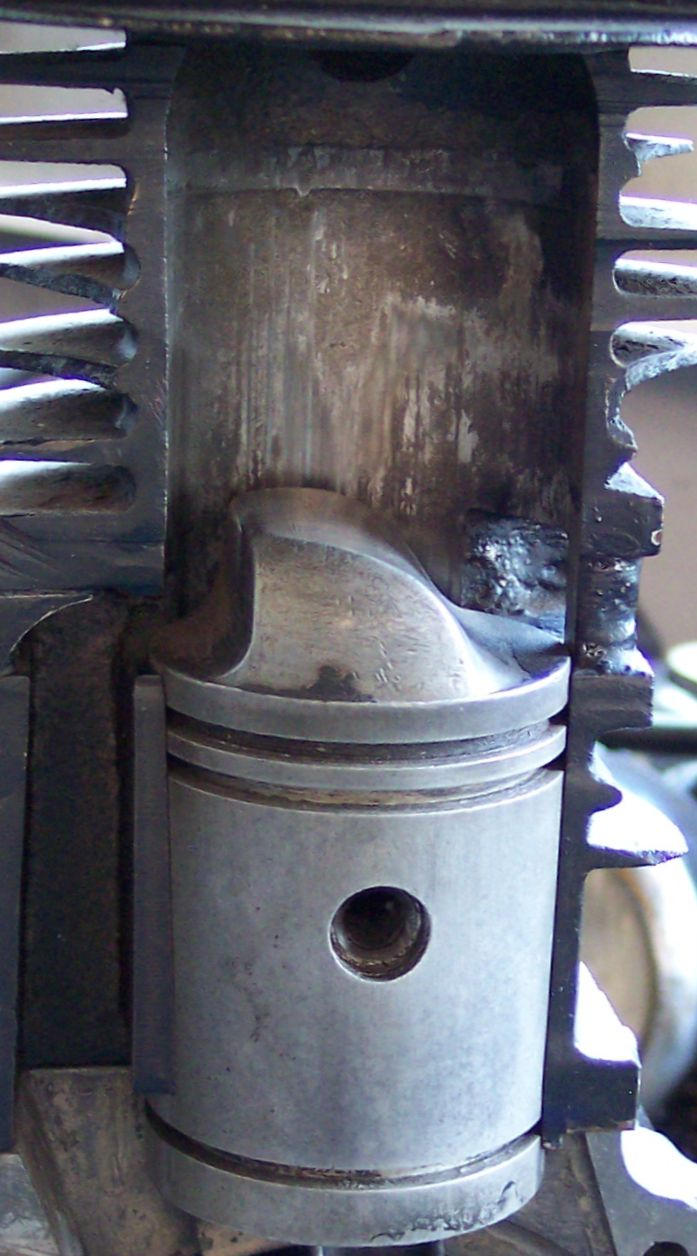
Primi modelli di motore a due tempi a flussi incrociati

Funzionamento di un moderno motore a 2 tempi a carter-pompa

## Introduzione
Questo tipo di motore è differente dal motore a quattro tempi principalmente per la differente alternanza delle fasi attive (fasi utili o di potenza), in relazione ai giri dell'albero motore: se nel motore a quattro tempi si ha una fase attiva o di espansione (fase in cui avviene la trasformazione effettiva dell'energia chimica in termica e dunque cinetica) per ogni due giri dell'albero motore, nel due tempi se ne ha una per ogni giro completo dell'albero.

## Caratteristiche
Strutturalmente, il motore a due tempi di norma non presenta le classiche valvole d'aspirazione e scarico, sostituite dalle luci, feritoie ricavate sul cilindro, aperte e chiuse dal moto alternato del pistone.
Una caratteristica che distingue il motore 2T (escludendo i modelli con immissione a disco rotante e le esigenze dell'impianto di accensione) dal 4 tempi (o 4T) è quella di poter funzionare perfettamente in entrambi i sensi di rotazione.
Questo è permesso dal fatto che le luci di scarico/travaso vengono aperte e chiuse dal pistone in maniera speculare rispetto al punto morto inferiore, dove la luce di scarico è la prima ad aprire e l'ultima a chiudere.
Al contrario, nel 4T la simmetricità non c'è perché deve essere aperta soltanto una delle due valvole (salvo nel breve periodo dell'incrocio, in cui sono aperte entrambe), e tassativamente in modo asimmetrico rispetto al punto morto inferiore.
Un'altra caratteristica che distingue i due motori è la "pompa di lavaggio", che nel 2T permette l'immissione per compressione dei gas "freschi" nella camera di combustione (generalmente essa è costituita dal carter pompa, delimitata dalla superficie interna del pistone e dal sistema di immissione dei gas freschi, come per esempio la valvola a lamelle). In altri casi (vedi i motori diesel 2T a lavaggio unidirezionale) la pompa di lavaggio è una vera e propria pompa volumetrica, azionata solitamente dall'albero motore; in ulteriori casi dei turbocompressori azionati dai gas di scarico aiutano il lavoro della suddetta pompa, la quale non è completamente sostituibile.

### Valvole d'aspirazione

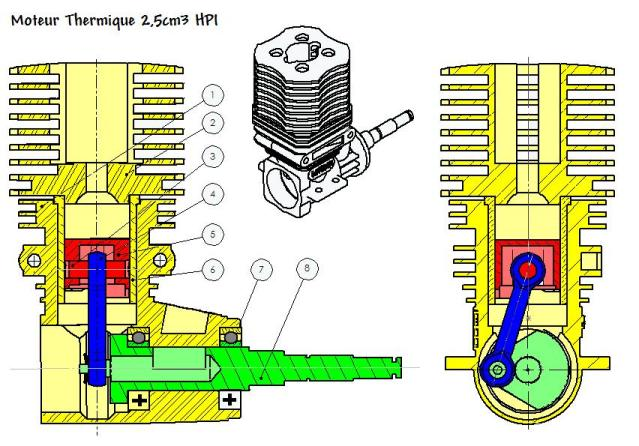
Motore di un modellino con immissione a manicotto rotante

Esse sono presenti solo nei motori con carter-pompa e l'ammissione dei gas freschi può avvenire attraverso quattro differenti dispositivi e modalità:
- Piston port: questo tipo di aspirazione avviene tramite l'apertura e chiusura di una luce sul cilindro da parte del pistone.
Nel carter il processo viene accompagnato dai travasi, che vengono a loro volta governati dal pistone.
- Valvola lamellare: questo tipo di comando avviene tramite l'apertura e chiusura da parte di una o più lamelle, poste su un supporto, che permettono il passaggio del flusso di miscela fresca tramite il cilindro o il carter motore. Questo tipo d'aspirazione nel carter viene accompagnato dai travasi, a loro volta governati dal pistone.
- Hiro Induction System: questo tipo di comando avviene tramite un sistema misto "Piston port" e "Valvola lamellare"
- Valvola a disco rotante o a manicotto rotante: questo tipo di comando avviene tramite l'apertura e chiusura di una luce sul carter motore, o più raramente sul cilindro, da parte di un disco fenestrato o dell'albero motore.

Se non si adopera il sistema a carter pompa si utilizzano altri sistemi che sostituiscono la funzione del carter pompa, essi vengono normalmente impiegati sui motori 4T come soluzione alla sovralimentazione: in questo caso non è necessario adoperare alcun tipo di valvola in aspirazione.

### Valvole di lavaggio
Per il lavaggio, la sostituzione dei gas combusti con i gas freschi, si possono avere:
- Luce: lo scorrere del pistone apre e chiude un condotto che collega la pompa di lavaggio al cilindro.
- Valvola a fungo: l'apertura e chiusura di questa valvola, del tutto simile a quella di un motore a quattro tempi, permettono l'immissione della carica fresca direttamente nel cilindro: questo tipo di comando viene utilizzato per i motori Diesel a due tempi unidirezionali.
- Valvola a fodero: questa valvola apre o chiude un condotto, esattamente come nel sistema a luci, ma consente valori d'apertura e chiusura asimmetrici.

### Lubrificazione
Altra differenza dal motore a quattro tempi riguarda la lubrificazione interna:
- A perdere: il lubrificante viene trasportato dal fluido fresco (aria soltanto oppure miscelata con il combustibile, a seconda del tipo di motore e di alimentazione) fornito al cilindro dal sistema di aspirazione.
  - Miscelata: il lubrificante è aggiunto direttamente alla benzina, operazione che può essere manuale, con l'aggiunta diretta dell'olio e la preparazione della miscela olio-benzina.
  - Separata: tramite il miscelatore, che può immettere l'olio tramite il venturi del carburatore (nel caso di alimentazione del combustibile a carburazione) oppure tramite il collettore che conduce al cilindro motore; inoltre su questi modelli è presente una spia dell'olio per evitare che il serbatoio dell'olio si esaurisca.
- A bagno: per la maggior parte dei motori a ciclo unidirezionale, la lubrificazione funziona esattamente come in un normalissimo motore a 4T e può essere a carter umido o carter secco.

## Funzionamento e fasi del ciclo

Diagramma della distribuzione di un motore 2T
1=PMS
2=PMI
A= Lavaggio
B= Scarico
C= Compressione
D= Espansione

Diagramma della distribuzione di un motore 2T unidirezionale
1=PMS
2=PMI
A= Lavaggio
B= Scarico
C= Compressione
D= Espansione

Il ciclo termodinamico del motore a due tempi si sviluppa completamente in un'unica rotazione dell'albero motore, ma la successione completa delle varie fasi che interessano il fluido motore avviene nell'arco di una rotazione, questo perché il pistone svolge una doppia funzione, come meglio spiegato di seguito.

### Aspirazione
Il pistone, in salita verso il PMS (Punto Morto Superiore), crea una depressione nel carter pompa, e contemporaneamente apre la luce di aspirazione. Nel caso del piston port questa apertura avviene con fasatura simmetrica rispetto al PMS, con ovvi svantaggi, mentre nel caso della valvola rotante l'apertura ha una fasatura fissa, ma ottimizzata per il miglior rendimento in un certo campo di regimi di rotazione. È invece la depressione presente nel carter a provocare l'apertura automatica della valvola lamellare, con fasatura variabile.
La depressione (0,2-0,4 bar) richiama la miscela fresca (aria-benzina) dalla luce di aspirazione immettendola nel carter pompa, che la porterà nel cilindro attraverso le luci di travaso nella fase successiva.

### Pre-compressione e Travaso
Durante la discesa del pistone verso il PMI (Punto Morto Inferiore) avviene la compressione della miscela nel carter pompa, con un rapporto di compressione compreso tra 1,20:1 e 1,45:1.
Nel momento in cui si aprono le luci di travaso, esaurita l'eventuale sovrappressione residua della fase di scarico, la miscela fresca aria-benzina entra nel cilindro anche grazie alla depressione generata dalla parte iniziale dell'impianto di scarico, che aiuta il travaso dei gas freschi, durante questa fase parte di questa miscela esce anche dalla luce di scarico, mista a gas combusti.

### Compressione
Il pistone, risalendo dal PMI, occlude dapprima le luci di travaso, poi quelle di scarico. Fra queste due fasi può avvenire una prima compressione causata dall'onda di pressione riflessa dal controcono dell'impianto di scarico, se quest'ultimo è del tipo risonante (detto anche "ad espansione" per via della notevole variazione di sezione).
In questo caso, una parte della miscela fresca rientra nel cilindro, anche se la quantità intrappolata è inferiore alla cilindrata, perché comunque è sempre presente una frazione di gas combusti.
Nella parte finale della compressione la carica fresca viene movimentata dall'anello di squish se presente, generando una forte vorticosità che consente una combustione migliore ed un aumento del rendimento termodinamico.

### Accensione ed espansione
L'accensione, avviene con anticipi nettamente inferiori a quelli tipici del 4 tempi nel caso del motore ad accensione comandata, grazie alla forma più razionale della testa permessa dall'assenza delle valvole a fungo.
L'eventuale presenza dell'area di squish consente rapporti di compressione molto elevati senza incorrere in fenomeni deleteri, come la detonazione; inoltre nel 2 tempi è possibile utilizzare un impianto di accensione ad anticipo costante senza una eccessiva perdita di rendimento.
Dopo il PMS (punto morto superiore) inizia l'espansione, che si interrompe all'apertura della luce di scarico per via del brusco calo di pressione, tuttavia non vi è una perdita notevole di rendimento rispetto ad un 4 tempi, visto che entrambi richiedono una simile apertura anticipata delle valvole di scarico.
Con il passare degli anni la luce di scarico dei due tempi si è via via ridotta, a favore di una sua estensione trasversale, in modo da guadagnare in corsa utile e rendimento, del tutto paragonabile a quello dei quattro tempi.

### Scarico
In fase di discesa il pistone scopre la luce di scarico. L'espulsione dei gas combusti avviene per semplice differenza di pressione, e non per l'azione di pompaggio del pistone come nel 4 tempi. Lo scarico risuonante, se presente, velocizza questa fase, grazie alla depressione sviluppata dal primo tratto dello stesso, permettendo di ridurre l'altezza delle luci di scarico e aumentare il rendimento.
In alcuni casi, come nei motori con aspirazione lamellare e vano della valvola collegato ai condotti di lavaggio, questa depressione può addirittura influire sul "rapporto di lavaggio", aumentando la quantità di gas freschi che entrano nel cilindro.

## Tipologia di lavaggio e funzionamento
Il lavaggio (o travaso) del cilindro con i gas freschi, nei motori a due tempi, avviene secondo varie scuole di pensiero:

### Flussi incrociati

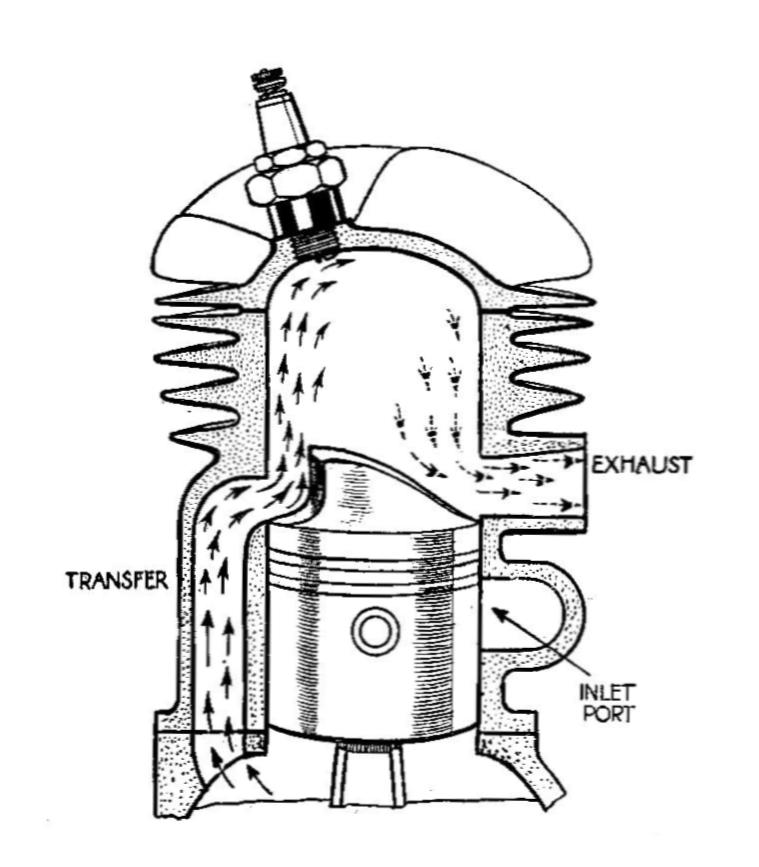
Motore a due tempi a flussi incrociati

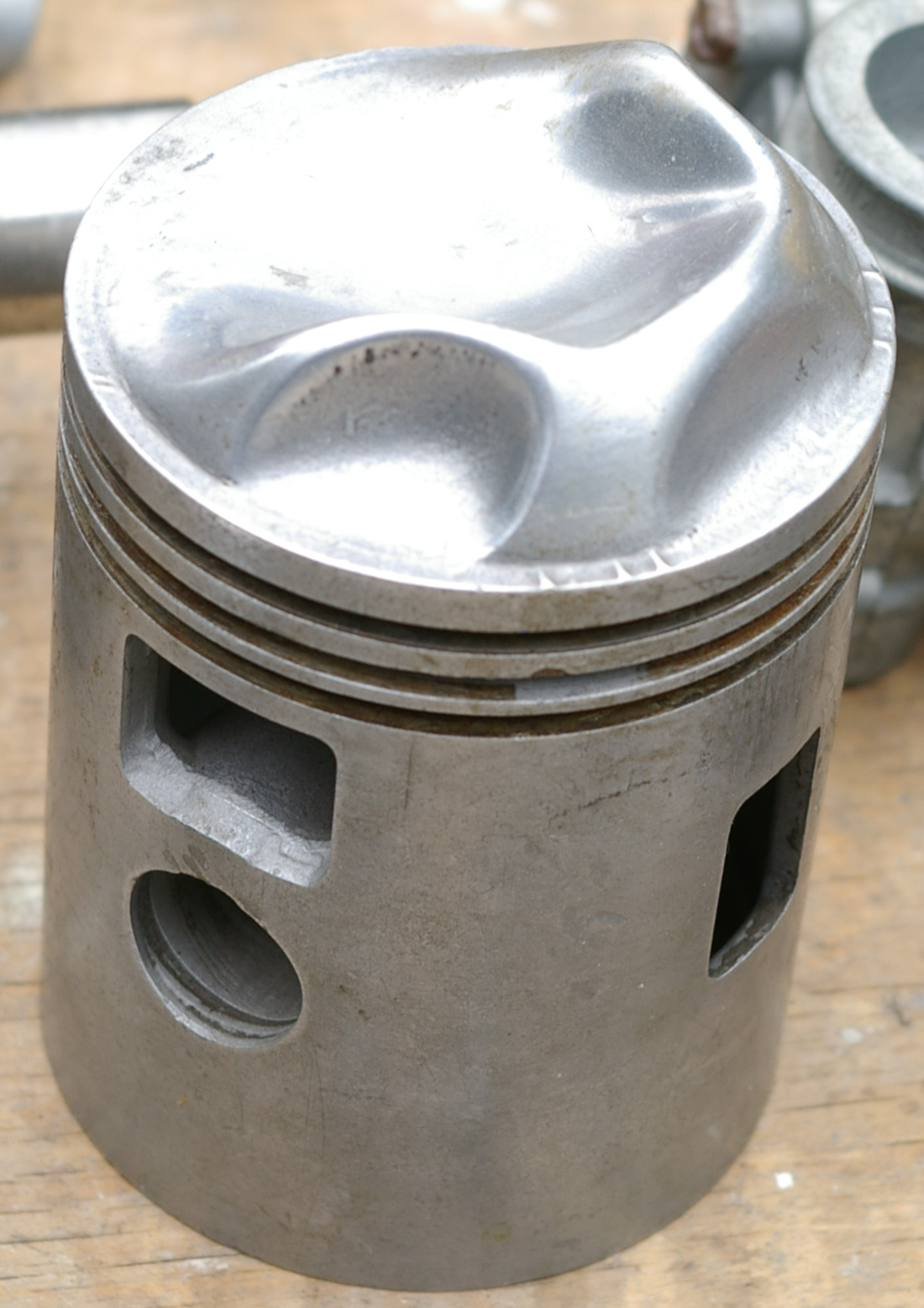
Pistone di un motore a due tempi a flussi incrociati

Questo tipo di motore (CrossFlow in inglese) ha due luci, una di scarico e una di travaso, poste ai lati opposti del cilindro, con il pistone munito di deflettore, per evitare che i due flussi (gas di scarico e miscela fresca) si mescolino, quindi la carica fresca va verso la testa grazie alla forma del deflettore, mentre i gas combusti escono.
Questo è stato uno dei primi sistemi di lavaggio utilizzati nella produzione, ma ha avuto vita breve per via delle complicazioni indotte dal deflettore, che appesantisce il pistone e aumenta la superficie esposta alla combustione, rendendo difficile il disegno di una camera di combustione ottimale.

### Correnti tangenziali

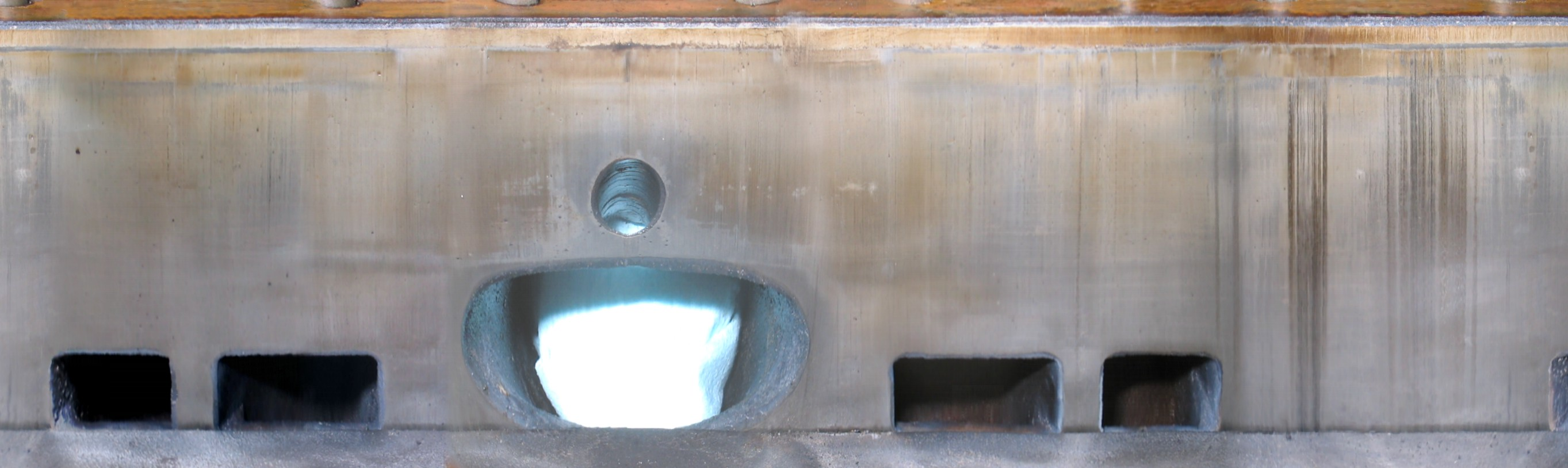
Panoramica interna di un motore a due tempi a correnti tangenziali della Cagiva SXT 350, sprovvisto di travasi Coandă: in alto è visibile la guarnizione in rame e in basso il cielo del pistone.

In questo tipo di lavaggio (Loop-scavenged in inglese), si studiano le varie posizioni e direzioni delle luci e condotti di lavaggio per avere un risultato ottimale ed eliminare la necessità del deflettore. In pratica le luci sono disposte in direzione opposta alla luce di scarico, imponendo alla miscela fresca di salire verso la testa, invertire la direzione e raggiungere lo scarico soltanto dopo aver effettuato questa "giravolta", da cui il nome inglese.
Spesso viene denominato lavaggio "Schnürle" dal nome dell'ingegnere tedesco, Adolf Schnürle, che lo ideò nel 1925. Inizialmente pensato per i motori diesel della KHD, venne ceduto in licenza esclusiva alla DKW. Il sistema di lavaggio a correnti tangenziali si è ampiamente diffuso dapprima in Germania e, dopo la seconda guerra mondiale, anche nel resto del mondo. Attualmente è il tipo di lavaggio più utilizzato nei motori moderni ad accensione comandata, viceversa, nei motori ad accensione spontanea, è stato sostituito dal ciclo unidirezionale.

### Strutture particolari
Il motore a ciclo loop è stato proposto in alcune particolari e controverse configurazioni, che più o meno si discostano come struttura da un motore classico.
Motore Bourke
Questo tipo di motore riprende in parte i vantaggi del motore con pistoni a doppio diametro, ma il pistone ha una forma tradizionale.

La sua peculiarità è di avere, al posto delle bielle, delle aste azionate direttamente dall'albero motore secondo un insolito schema, dove ciascun'asta è dotata di un sistema di tenuta che isola la camera in cui si muove il pistone dal carter; la "pompa di lavaggio", quindi, è costituita dalla parte inferiore del pistone, dal cilindro e dall'asta con relativa tenuta.

Il rapporto di pre-compressione è più alto rispetto al sistema con carter pompa, ma il "rapporto di lavaggio" (rapporto fra volume di gas freschi immessi nel cilindro e volume del cilindro) sarà più basso a causa della minore cilindrata della pompa rispetto alla camera superiore, in quanto alla cilindrata occorre sottrarre il diametro dell'asta di comando del pistone moltiplicato per la corsa.
Il vantaggio è un imbiellaggio ben lubrificato, essendo isolato dalla camera-pompa di lavaggio, ma è anche vero che i regimi di rotazione non possono essere molto elevati, visti i pesi notevoli delle parti in moto e la complessità del sistema.

L'ammissione della carica fresca alla camera-pompa può essere regolata da uno qualsiasi dei sistemi già visti, invece per quanto riguarda l'immissione della carica nel cilindro, si può seguire sia lo schema a flussi incrociati che il loop.
Motore Pivotal
Tipo di motore a due tempi ideato per supplire a tutti i difetti costruttivi e ecologici del classico motore a miscela, riprende la tecnologia dell'iniezione diretta, prima abbandonata sulle grandi cilindrate per motori stradali e usata solo dai ciclomotore a iniezione elettronica; inoltre è nato per funzionare a idrogeno.

È caratterizzato da un tutt'altro che tradizionale movimento del pistone, infulcrato su uno dei lati e accoppiato a un sistema d'immissione lamellare, e riprende in parte le caratteristiche del motore pendolare di Taurozzi, caratterizzato da un movimento oscillatorio capace di annullare la forza laterale che normalmente si sviluppa sul cilindro durante lo scorrimento del pistone.

### Lavaggio unidirezionale

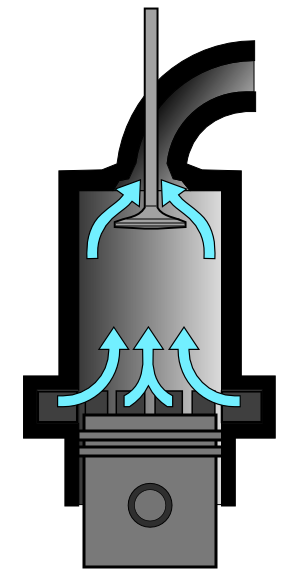
Classico esempio di un moderno motore unidirezionale

Questo tipo di lavaggio (Uniflow-scavenged in inglese) è utilizzato principalmente nei motori diesel due tempi, ma può essere utilizzato anche nei motori ad accensione comandata.
Nel caso di un motore con una struttura classica (generalmente nella configurazione diesel), l'immissione della carica fresca avviene tramite i travasi, mentre lo scarico avviene tramite una o più valvole a fungo e l'iniettore posti sulla testata del motore, ma questo tipo di motore esiste anche in una configurazione inversa.

Il nome è dato dal fatto che il flusso dei gas freschi va dalla testa del motore alla luce di scarico quasi in linea retta, limitando così la probabilità di miscelazione con i gas combusti, altro vantaggio è la possibilità di utilizzare un carter a bagno d'olio o a secco, dove l'olio non è a contatto con il carburante: un motore di questo tipo è il 2T Diesel navale Wärtsilä-Sulzer RTA96-C della Wärtsilä, che ha un rendimento superiore al 0,51 o 51% (risultando uno tra i migliori).
Una variante di questo tipo di motore (poco usato) sfrutta il carter come pompa di lavaggio, quindi lo scarico avviene tramite una o più valvole a fungo poste sulla testata: si perde il vantaggio della lubrificazione, dato che l'olio deve essere miscelato con il carburante.

motore a 2 tempi a stantuffi contrapposti

Un altro tipico caso di lavaggio unidirezionale si ha nel motore a 2 tempi a stantuffi contrapposti ideato da DKW (generalmente nella configurazione ad accensione comandata), dove i due alberi motore sono sfasati opportunamente in modo da iniziare a scaricare prima che si aprano le luci di lavaggio e da chiudere i travasi per ultimi, in questo modo la "pompa di lavaggio" può attuare una reale sovralimentazione.

motore a 2 tempi a cilindri paralleli e due alberi motore

Un'altra struttura di questo ciclo è il motore a due tempi a cilindri paralleli, ideato da Garelli-Marcellino-Isomoto, che possiede cilindri paralleli formati da un unico elemento, una testa che mette in comunicazione i due cilindri formata anch'essa da un unico pezzo, dove un cilindro ha la luce di scarico e l'altro permette l'ingresso di carica fresca al carter-pompa ed è munito di almeno un travaso, inoltre i pistoni sono vincolati all'albero motore tramite una sola biella a "Y" o con una biella munita di bielletta come nel caso della Iso Isetta.

Questa disposizione permette una sfasatura fra i pistoni, consentendo un'apertura anticipata della luce di scarico rispetto alla luce del/i travaso/i e una chiusura posticipata di questi rispetto alla luce di scarico, senza il problema della sfasatura dei due alberi motore, che porta a una perdita di rendimento termico, dato che il tutto viene gestito da un solo albero motore.
Esiste una variante del sistema che prevede i due cilindri disposti lungo l'asse di rotazione dell'albero motore, il che porta ad avere i due pistoni alle altezze desiderate durante la rotazione e senza il problema del corsoio su uno dei due pistoni o di una biella madre e di una bielletta.
Il motore a 2 tempi a cilindri paralleli con pistone di lavaggio o Ladepumpe è stato ideato da DKW: è un motore che permette una lubrificazione indipendente dalla miscela fresca e un motore a cilindri paralleli costruito in modo semplice rispetto a quanto verrà fatto in seguito dalla Garelli-Marcellino-Isomoto.
Un'altra struttura di questo ciclo è il motore a due tempi a cilindri convergenti, ideato da DKW, contenente due cilindri convergenti in un unico punto, in modo da ridurre il volume della camera di combustione, una testa, formata anch'essa da un solo pezzo, che mette in comunicazione i due cilindri, di cui uno ha la luce di scarico e l'altro permette l'ingresso di carica fresca al carter-pompa ed è munito di almeno un travaso, inoltre i pistoni sono vincolati ognuno a un proprio albero motore, ognuno vincolato all'altro tramite un sistema a ingranaggi creato direttamente sullo spallamento dell'albero motore e che vincola a far ruotare i due alberi in direzioni opposte, inoltre con questo motore si utilizza una pompa di lavaggio diversa dal carter pompa, esattamente come nel motore a cilindri paralleli.

### A scalinata o con pistoni a doppio diametro
Il motore a scalinata (Stepped Piston Engine in inglese), utilizza una tecnica particolare per l'aspirazione e distribuzione della carica fresca nel cilindro del motore, che consiste in un cilindro complementare e relativo pistone che aspira e distribuisce la carica dentro ad altri due cilindri, dove avviene la combustione, per poter alimentare due cilindri, questo pistone (che ruota allo stesso regime degli altri due) ha due camere, di cui una è formata dalla testata, cilindro e pistone, mentre la seconda è formata dal cilindro, pistone e carter.

Per regolare il flusso della carica fresca nel cilindro complementare si può utilizzare la semplice tecnica del piston port: una luce centrale al cilindro viene aperta solo quando il pistone è alle estremità, alimentando la camera opposta a quella momentaneamente utilizzata, mentre per il flusso diretto a uno dei due cilindri dove avviene la combustione il flusso è governato dal semplice movimento del pistone che apre o chiude le luci dei travasi.
Il vantaggio di questo sistema è che il pistone è più facilmente lubrificabile e si possono impiegare cuscinetti come su un motore a quattro tempi. I brevetti su questo disegno sono detenuti da Bernard Hooper Engineering Ltd (BHE).
L'evoluzione di questo sistema è l'utilizzo di pistoni a doppio diametro, dove si può avere anche un solo cilindro che è a diametro differenziato, ovvero con una zona superiore normale ed una zona a diametro maggiorato più in basso (vicino all'albero motore) e anche il pistone è forgiato nello stesso modo, in questo modo la funzione di pompa di lavaggio viene svolta dall'insieme cilindro-pistone maggiorato a fianco, mentre la parte superiore a diametro ridotto funziona come un normale 2 tempi. È evidente che i due pistoni devono avere gli angoli di manovella sfasati di 180 gradi.

## Accorgimenti
Nei motori a due tempi si adottano degli accorgimenti per migliorare la funzionalità delle varie fasi e il rendimento globale del motore 2T a carter pompa, infatti il 2T unidirezionale è più vicino al motore a quattro tempi:
- Espansione: con il ridimensionamento dei condotti è possibile centrare la giusta risonanza in grado di ampliare l'arco di giri motore, migliorare la potenza del motore, ridurre la fuoriuscita dallo scarico di carica fresca e ottimizzare anche il rendimento della macchina.
Tale espediente, d'altra parte, necessita di costi maggiori: inizialmente veniva applicato in campo agonistico, tuttavia si è esteso quasi subito anche ai motocicli di serie.
- Valvole di scarico: alla metà degli anni settanta, la tendenza fu di costruire i diversi modelli muniti di valvole comandate da un interruttore centrifugo. Dalla metà degli anni ottanta circa, gran parte delle aziende costruttrici hanno provvisto i propulsori di apposite valvole di scarico le quali, attraverso l'analisi elettronica degli impulsi generati dalla bobina, sincronizzano l'apertura/chiusura della valvola con il movimento del pistone, in modo da impedire ai gas combusti di rientrare in camera di combustione: ciò comporta l'abbattimento dei consumi e un notevole incremento delle prestazioni.
- Ritardo o anticipo all'aspirazione: un ritardo all'aspirazione permette un ulteriore riempimento del cilindro in fase di travaso sfruttando le risonanze dell'espansione, viceversa un anticipo permette un ulteriore riempimento del carter pompa in fase di aspirazione. I due valori sono automatici per i sistemi lamellari autoadattativi che permettono una variazione dell'apertura, mentre per i sistemi a valvola rotante deve essere un valore fisso, ottimizzato per un determinato regime di funzionamento.
I sistemi a piston port hanno un grave deficit sotto questo punto di vista, perché devono tenere valori d'apertura ridotti per evitare il reflusso di miscela.
- Travasi coandă, questi travasi sono usati solo per i motori con un sistema lamellare, per poter trasmettere la risonanza prodotta dallo scarico alle lamelle e velocizzarne l'apertura, migliorare il riempimento del cilindro e ridurre la depressione che si genera sotto al pistone durante l'aspirazione, inoltre con questi travasi si migliora la lubrificazione della parte posteriore del cilindro per via dell'effetto Coandă e si ha una maggiore libertà per la direzione degli altri travasi.
- Smussatura delle luci, le luci dei travasi devono essere smussate per evitare che gli spigoli diventino troppo caldi o addirittura incandescenti e si dilatino eccessivamente, portando ad una maggiore usura delle fasce elastiche o anche al rischio di grippaggio.
- Polmone di recupero, questo sistema costituito da un elemento cavo va applicato e messo in comunicazione al collettore d'alimentazione e usato nei motori alimentati a carburatore, permettendo un miglior riempimento del carter pompa e una migliore funzionalità della valvola lamellare.

- Superlavaggio o strato charged: sistema utilizzato sulle piccole macchine operatrici, che adotta un doppio sistema d'immissione, il quale miscela aria, combustibile e lubrificante che vengono immessi nella parte più bassa del carter pompa, mentre più in alto e vicino alle luci di travaso si utilizza un'immissione di sola aria, che entra in piccola quantità durante la risalita del pistone e rimane intrappolata nei soli travasi, mentre nella parte bassa del carter vi è l'aspirazione della miscela combustibile:
Questo permette che durante la fase di lavaggio ci sia una minore dispersione di combustibile e un maggior lavaggio del motore.[14][15][16]

- Smussatura della parte inferiore del mantello del pistone al fine di ridurre l'attrito sulla canna del cilindro ed evitare di asportare il sottile strato di lubrificante presente nella camicia di quest'ultimo.

## Confronto con il motore 4T

### Dalle origini agli anni novanta
Mentre in un motore a quattro tempi le fasi sono ben definite, nel due tempi si arriva ad un vero e proprio accavallamento: il travaso avviene in contemporanea allo scarico, così come la compressione corrisponde nel ciclo all'aspirazione.
Nei motori ad accensione comandata con ciclo loop, flussi incrociati o a scalinata, l'incontro della miscela fresca e di quella combusta in fase di travaso/scarico, fa sì che una parte della prima miscela combustibile possa uscire dal condotto di scarico, oppure che una parte dei gas di scarico resti nella camera di combustione, intaccando in questo modo la potenza specifica del motore, che nel ciclo teorico sarebbe doppia rispetto ad un propulsore 4T, in quanto il 2T possiede una fase utile per ogni giro di rotazione dell'albero motore, mentre il quattro tempi ne ha una ogni due.
Inizialmente il limite del 2T era proprio il fornire un rendimento globale (volumetrico, termico e meccanico), a parità di cilindrata, più basso rispetto a quello di un quattro tempi, a causa sia delle perdite inevitabili nella fase di lavaggio, sia anche se in piccola parte, della ridotta pressione media effettiva (conseguenza della minore cilindrata utile, sia in fase di espansione che in quella di aspirazione della carica). Con l'ausilio di accorgimenti specifici come lo scarico risonante (espansione), anche per tale motore è di molto migliorato il rendimento volumetrico (che comunque rimane inferiore al 4T), mentre il rendimento termico e meccanico è sempre stato superiore rispetto al 4T, arrivando ad avere un rendimento globale agli stessi livelli o superiore al motore 4T (sempre alimentato a carburatore), ma con una perdita di carica fresca superiore a quest'ultimo, per via del ciclo di funzionamento.
Questi limiti sono molto ridotti nei motori ad accensione spontanea (diesel 2t), inizialmente a ciclo loop, il cui limite era una perdita di comburente (aria) dallo scarico, che richiedeva l'iniezione di minor combustibile; nei più recenti motori ad accensione spontanea, che utilizza lo schema a ciclo unidirezionale (applicabile anche nei sistemi ad accensione comandata), si utilizza un compressore centrifugo o turbocompressore per poter pulire e riempire meglio il cilindro. Con questa soluzione il 2T ha un rendimento superiore a qualsiasi tipo di 4T, con una perdita di carica fresca del tutto paragonabile ad esso, senza perdere le sue caratteristiche principali (minor costo, minor manutenzione e maggiore leggerezza).
Un'altra soluzione che ha portato ad una riduzione degli inconvenienti di questo motore è l'iniezione diretta meccanica, adottata dalla Borgward nei primi anni '50 con alcuni modelli della Gutbrod, alcuni modelli della Goliath e la Goliath GP700 sport, in tutti i casi si ha un motore bicilindrico.
L'iniezione elettronica vide il suo debutto come studio prototipale grazie a Dell'Orto nei motori stradali ad alta prestazione nel 1989 sul motore della Gilera SP01, che non ha visto uno sviluppo stradale per via dei costi.

### Differenze attuali
I sistemi ad iniezione permettono oltre ad una riduzione dei consumi, li rendono anche più omogenei nella mappa di isoconsumo, oltre a migliorare la qualità dei gas di scarico, da notare che i sistemi PFI (Engine Fuel Injection) indiretta pur creando un vantaggio rispetto al carburatore, portando in alcune situazione ad un dimezzamento dei consumi, mentre in altri ambiti di funzionamento i vantaggi sono contenuti, la differenza ed il vantaggio migliorano in modo marcato con i sistemi LPDI (Low Pressure Direct Injection) quindi con iniezioni dirette a bassa pressione, in quanto riesce in tutte le situazioni quasi a dimezzare i consumi rispetto ai sistmei PFI.
A ciclo loop
Attualmente il maggiore limite dei motori ad accensione comandata due tempi a ciclo loop rispetto alle motorizzazioni 4T è l'accoppiamento con un'iniezione diretta (anche se utilizzata dal 2000 circa per i motori fuoribordo per piccole imbarcazioni, come i gommoni). Tale sodalizio risulta estremamente difficile per i motori motociclistici che hanno regimi di funzionamento molto più elevati, dove l'unico modello prodotto con tale sistema d'alimentazione è stato il Vdue della Bimota, il quale però è dovuto ritornare all'alimentazione a carburatore.

Questo primo insuccesso dell'iniezione diretta è dovuto al riempimento disomogeneo del cilindro e alla disuniformità della carica, creando molti problemi; attualmente aziende motociclistiche come l'Aprilia, stanno tentando di riproporre l'iniezione diretta con buoni risultati, anche se tale sistema rimane confinato agli scooter, classificati come ciclomotori a iniezione elettronica.
Un altro sistema per aumentare le prestazioni delle motorizzazioni ad accensione comandata a due tempi è l'utilizzo della cosiddetta iniezione indiretta, come nella OSSA TR, la quale permette un condotto d'aspirazione di maggiore diametro e di lunghezza ridotta rispetto al carburatore, e di conseguenza un migliore riempimento del carter pompa. La stessa OSSA produce motociclette specialistiche per enduro, equipaggiate con motori a due tempi caratterizzati da un'iniezione elettronica, in parte iniezione indiretta sfociante nel carter ed in parte iniezione diretta sfociante direttamente nel cilindro. Queste accuratezze dovrebbero garantire doti di potenza e coppia uniche nel loro genere, in totale rispetto dell'ambiente. Una strada analoga è stata intrapresa da Athena Racing, produttrice di vari tipi di gruppi termici. In questo caso il sistema di iniezione indiretta/iniezione diretta è accoppiato ad un motore di 50 cc.
Nell'ambito dei motori fuoribordo l'Evinrude Outboard Motors già da tempo ha lanciato una serie di propulsori a due tempi, alimentati da una sofisticata iniezione elettronica e sistema lubrificante all'avanguardia, il che permette di contenere di più le emissioni rispetto a qualsiasi altro motore, ma contemporaneamente migliorando le prestazioni.
Honda nel 1995 ideò un sistema molto semplice, caratterizzato da una valvola di contropressione ARC (Activated Radical Combustion), che permise di ridurre le emissioni dei motori a due tempi a ciclo loop allineandole a quelle del motore a quattro tempi, la moto in questione è la Honda EXP-2, successivamente venne utilizzata per il CRM 250 AR del 1996 (solo mercato giapponese) e l'Honda Pantheon.
La Malaguti con la sua MR250 del 2008, moto per il solo mercato giapponese, utilizza un sistema di scarico con un'espansione stravolta nella forma, permettendo di generare una potenza di 50 CV, rispettando l'omologazione Euro 3.
Nel 2017 la KTM ufficializza la produzione di motoveicoli da competizione a due tempi da 250 e 300 cc ad iniezione elettronica nel cilindro (a luci di scarico aperte), denominato TPI (Transfer Port Injection), composto da due iniettori posti nei travasi laterali (conosciuti anche come 2° luce), tale sistema pur essendo ad iniezione diretta nel cilindro non inietta direttamente nella camera di combustione, in quanto l'iniezione avviene quando le luci di scarico sono ancora aperte.
Motori unidirezionali
Con i motori a due tempi a ciclo unidirezionale con immissione controllata da una o più valvole a fungo o sistema piston port (al cilindro), si ha un'inversione dei ruoli, con minor consumo specifico ed emissioni minori rispetto alla concorrente a quattro tempi, anche se perde parte dei suoi vantaggi, come la reversibilità e l'inclinabilità del motore dato che utilizza un sistema di lubrificazione pari al motore a quattro tempi, inoltre necessita di un dispositivo per il lavaggio/immissione della miscela combustibile. Questi motori vengono usati nella configurazione diesel come motorizzazione sulle navi.
Recentemente tali motori navali sono stati sviluppati per essere anche alimentati a LNG (Gas naturale liquefatto).

### Studi e prototipi
Durante la metà degli anni '90 alcune case automobilistiche produssero prototipi di motori a due tempi, tra cui FIAT con un prototipo che utilizzava tecnologia Orbital e Ferrari con il motore F134.
Gli ultimi studi su questo tipo di motore, per via della sua versatilità, hanno portato alla luce progetti che potrebbero essere vincenti per il futuro, come ad esempio il motore omnivore della Lotus, alcuni dei quali riprendono soluzioni già usate in passato e hanno avuto sostegni economici da imprenditori non specializzati nel settore, come nel caso del motore della Ecomotors, sostenuto da Bill Gates e che secondo il costruttore potrebbe essere adoperato sulle autovetture. Il 20 aprile 2011 ha annunciato il contratto per la commercializzazione con la Zhongding Holding (Group) Company o più semplicemente Zhongding, sia per i generatori che per autotrazione.

### Pregi e difetti
Il motore a due tempi tra i suoi pro o i suoi contro a seconda dell'utilizzo, ha poco freno motore a causa del diverso ciclo di funzionamento rispetto ad un motore a quattro tempi. Nelle applicazioni urbane questa caratteristica è più un punto a sfavore, dato che avendo meno freno motore i freni meccanici devono essere sollecitati maggiormente portando naturalmente ad una loro più rapida usura.

#### Pregi principali
- Motore reversibile (esclusi i motori unidirezionali): questo motore può ruotare in un verso o nell'altro senza che vi siano problemi di grippaggio per difetto di lubrificazione.
- Motore più leggero e maneggevole, data la maggiore compattezza e semplicità delle parti meccaniche necessarie al suo funzionamento.
- Motore inclinabile, come nel caso di motoseghe, ecc. (Esclusi alcuni motori unidirezionali).
- Affidabilità maggiore: avendo meno parti mobili per il suo funzionamento è soggetto a un numero inferiore di fenomeni, il che ne migliora l'affidabilità;
- Minor rischio di grippaggio entro il regime ottimale di funzionamento rispetto ai motori a quattro tempi con lubrificazione a carter umido;
- Risposta più "vigorosa" e rapida, dovuta all'accensione a ogni giro invece che ogni due, dimezzando di fatto il tempo di risposta (questo è valido a parità di regime e di unità termiche);
- Costi di gestione minori: la revisione di un motore a due tempi richiede un minor numero di parti nuove e dal costo minore in rapporto ad un analogo motore a quattro tempi.[37]

#### Difetti principali
- Maggiore emissione di gas tossici (esclusi la maggior parte dei motore a cicli unidirezionali): ciò è dovuto alla combustione di benzina e olio (miscela), problema analogo al motore diesel;
- Minor rendimento termodinamico (esclusi i cicli unidirezionali): ciò è dovuto a una durata della fase di scarico-travaso, dove si ha la fuoriuscita di una parte della miscela fresca (dispersione di parte della carica fresca).
  - Consumo specifico più elevato (esclusi i cicli unidirezionali): soprattutto in confronto ai motori ad iniezione diretta e dovuto alla perdita di carica fresca dallo scarico.
- Costi dell'olio lubrificante (esclusi la maggior parte dei motore a cicli unidirezionali).

## Note ed applicazioni

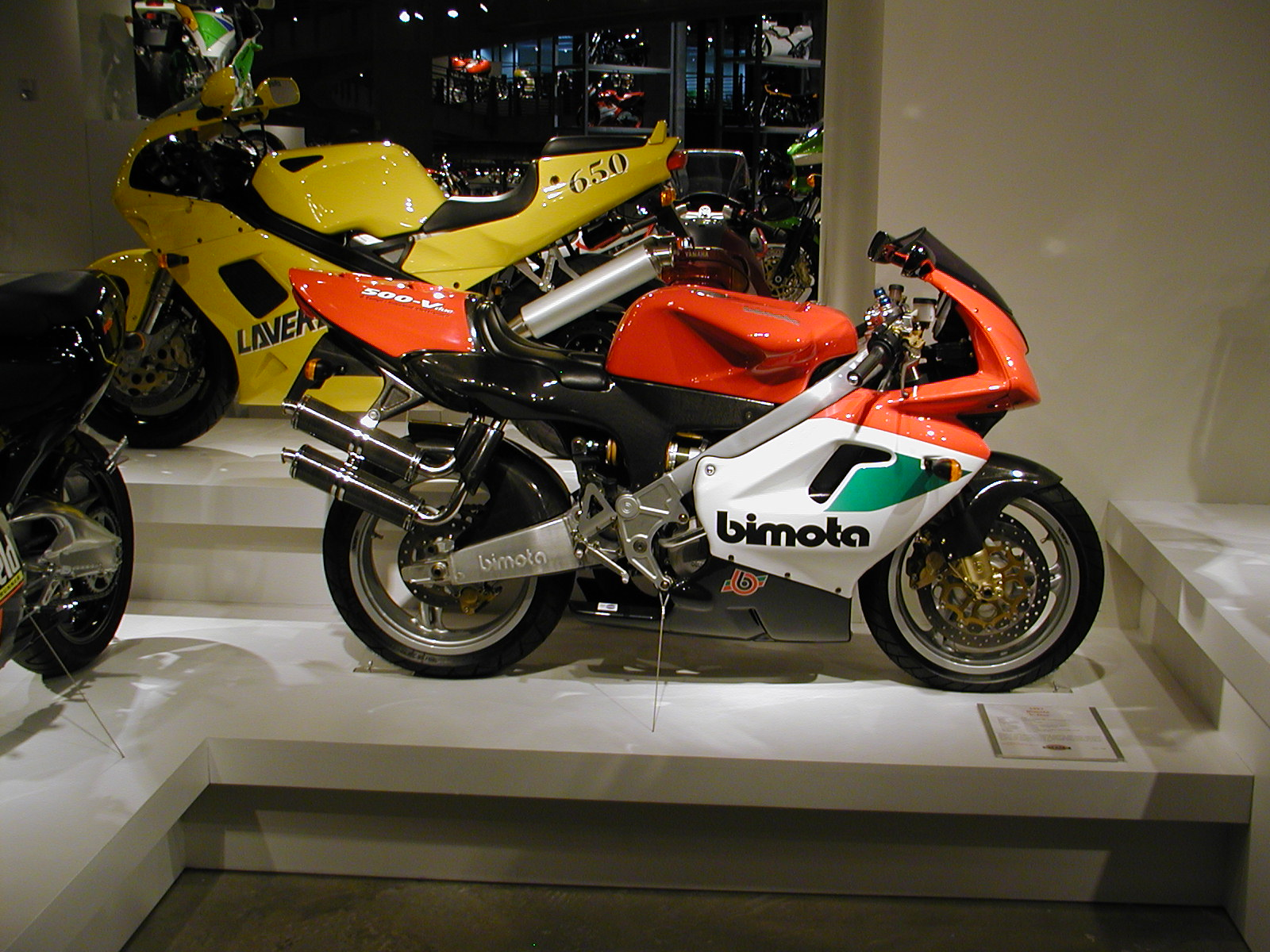
La Bimota Vdue, unica 500 cc con iniezione diretta